# Sân vận động Ninh Bình
Sân vận động Ninh Bình (còn được gọi với tên cũ là Sân vận động Tràng An) nằm trên địa bàn phường Hoa Lư, tỉnh Ninh Bình. Sân nằm cách Hà Nội 93 km và kề ngay sát Quốc lộ 1. Toàn bộ sân có trên 25.000 chỗ ngồi, khán đài A của sân có 2 tầng với kết cấu mái che bằng thép. Đây là sân bóng đá lớn đạt tiêu chuẩn SEA Games, và từng là một trong những sân vận động hiện đại bậc nhất Việt Nam. Hiện tại, đây là sân nhà của câu lạc bộ Hạng Nhất Phù Đổng Ninh Bình.

## Lịch sử
Tiền thân của sân vận động Ninh Bình là bãi Bờ Lăng cũ. Năm 2003, do sân là một trong những sân vận động tại Việt Nam được chọn là sân dự bị cho Đại hội Thể thao Đông Nam Á 2003 nên mặt sân đã được tu sửa, hệ thống đèn chiếu sáng được nâng cấp. Sau đó, sân được giao cho Sở Thể dục Thể thao Ninh Bình (cũ) quản lý sử dụng từ năm 2003 đến 2007. Đến năm 2009, UBND tỉnh Ninh Bình giao sân cho CLB Bóng đá Xi măng The Vissai Ninh Bình quản lý, sử dụng và làm sân thi đấu chính thức của CLB này tại Giải bóng đá vô địch quốc gia Việt Nam (V.League).
Năm 2014, sau khi đội bóng Xi măng The Vissai Ninh Bình giải thể, sân vận động này được bàn giao lại cho Sở Văn hóa, Thể thao tỉnh Ninh Bình quản lý, sau đó chuyển cho Trung tâm Huấn luyện và thi đấu thể dục thể thao tỉnh Ninh Bình từ năm 2016. Tuy nhiên, sân vận động đã bị bỏ hoang kể từ đó.
Tháng 7 năm 2021, sân vận động đang được cải tạo lại mặt sân và sửa chữa những hạng mục đã xuống cấp. Đây là sân nhà của Câu lạc bộ bóng đá Công An Nhân Dân sau khi cải tạo hoàn tất.
Từ năm 2023, sân vận động được dùng làm sân nhà của Câu lạc bộ bóng đá Phù Đổng Ninh Bình.

## Sự kiện
- Chung kết Cúp quốc gia Việt Nam 2007
- Giải bóng đá Ninh Bình mở rộng 2008
- Giải bóng đá hạng nhất quốc gia Việt Nam: 2007-2009
- Giải bóng đá vô địch quốc gia Việt Nam: 2009-2015
- Giải bóng đá hạng nhất quốc gia Việt Nam: 2022-nay

## Thư viện ảnh

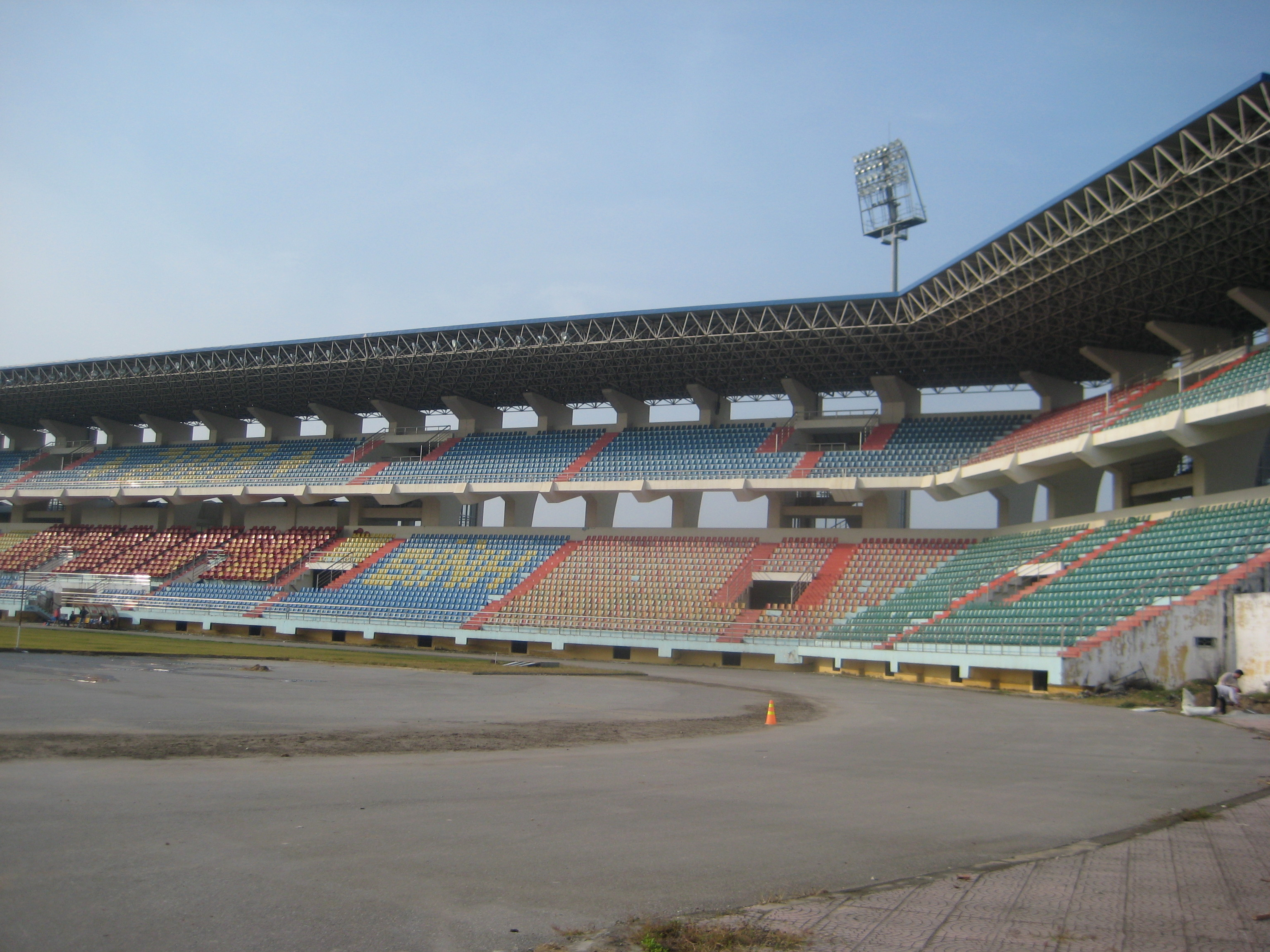
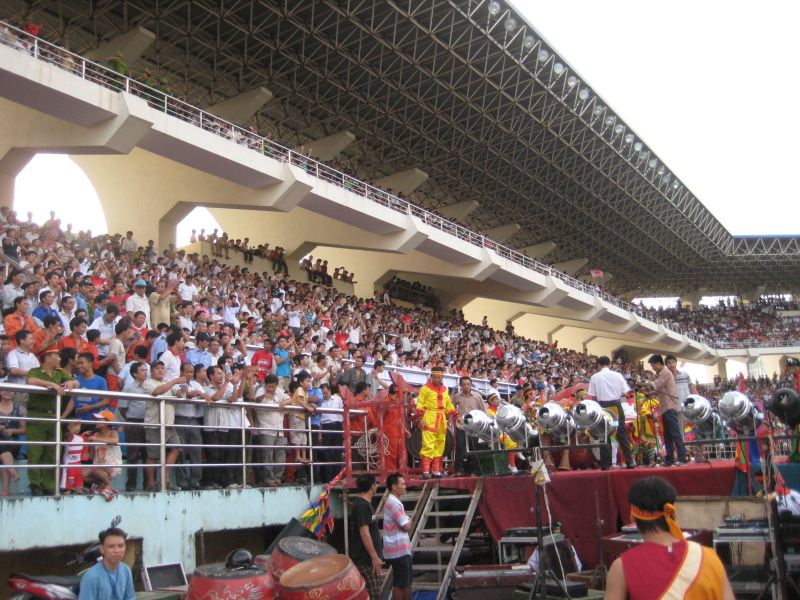
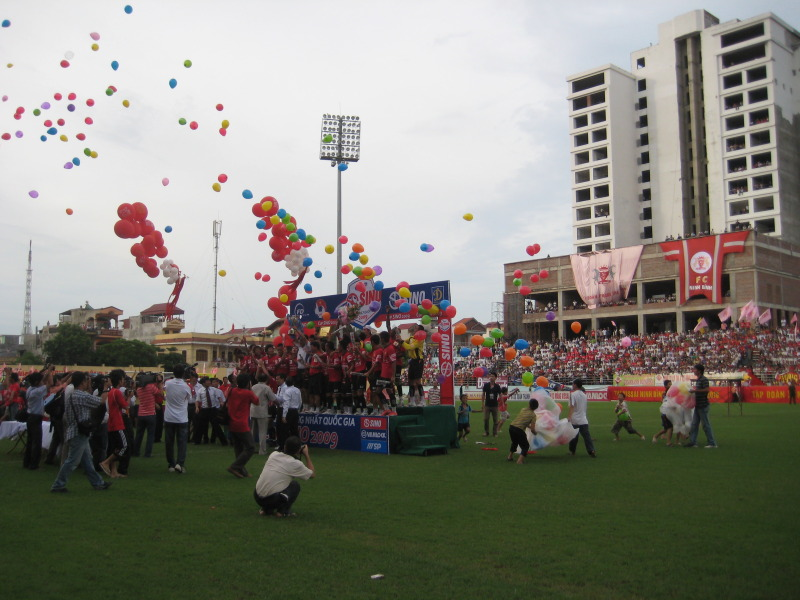
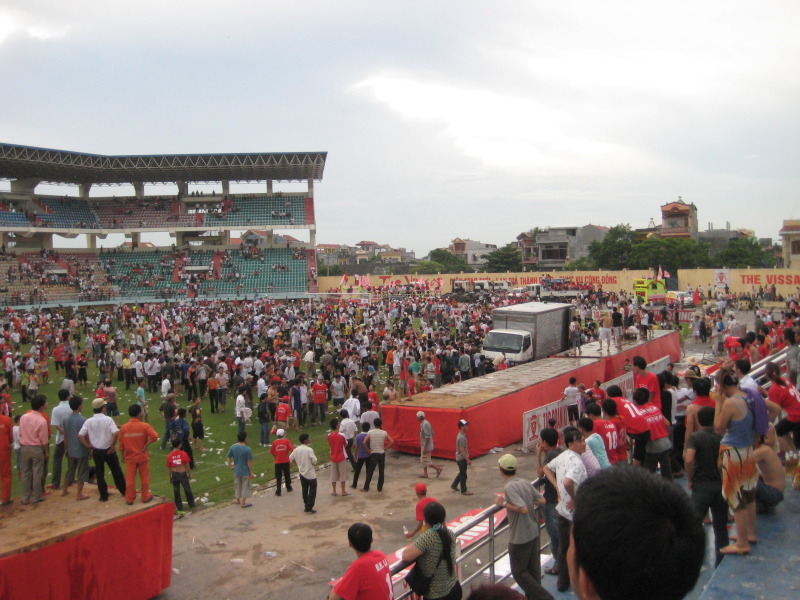